# Polycystin-2

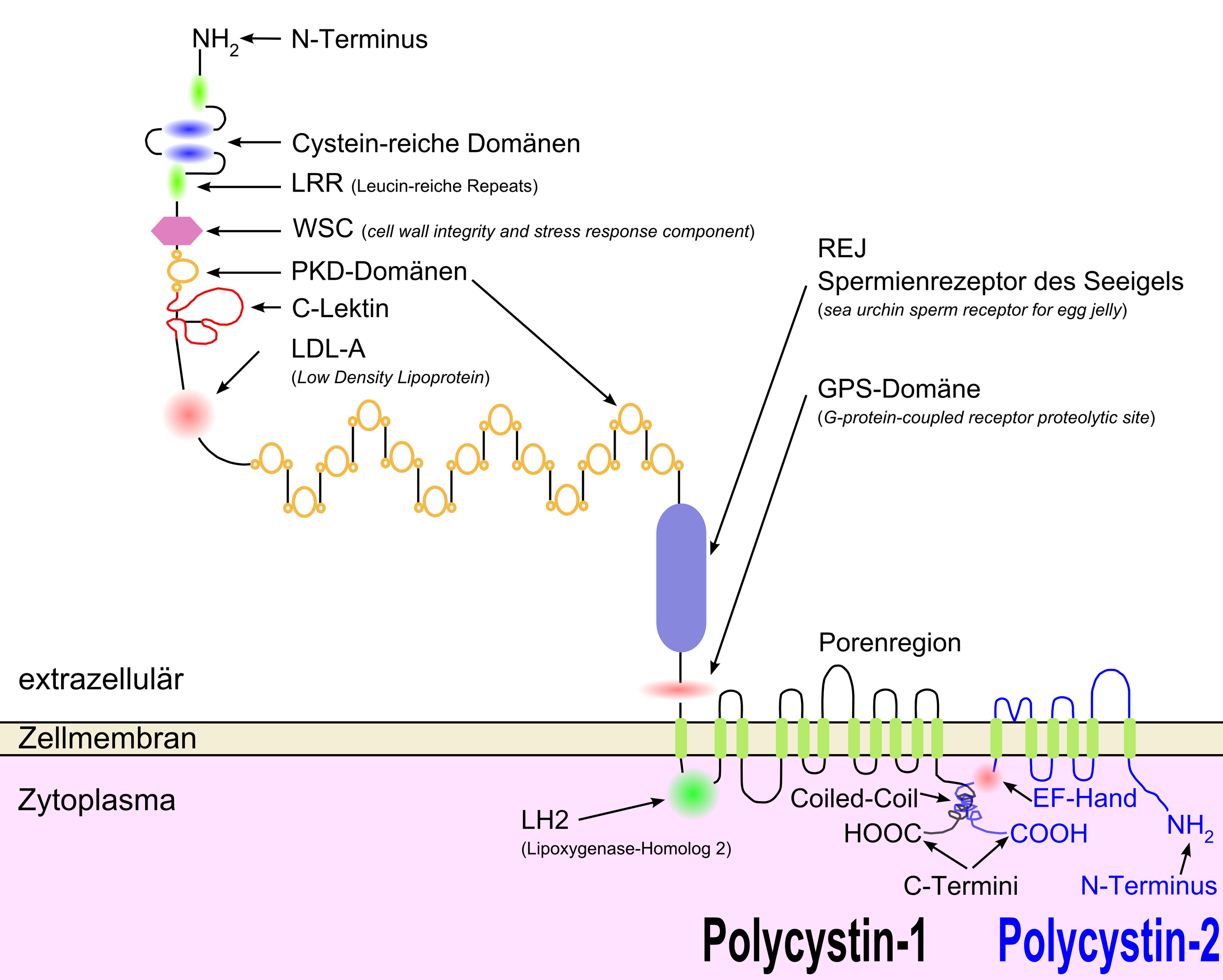
Schematische Darstellung von Polycystin-1 und Polycystin-2 an einer Zelle.

Polycystin-2 (PKD-2) ist ein Glykoprotein, das im Körper vieler Wirbeltiere vom PKD2-Gen kodiert wird. Es spielt eine wichtige Rolle beim Krankheitsbild Zystenniere.

## Aufbau
Polycystin-2 besteht aus 968 Aminosäuren und hat eine Molekülmasse von etwa 110 kDa.
Der Aufbau von Polycystin-2 lässt sich wie folgt untergliedern:
- eine intrazelluläre N-terminale Region
- sechs transmembranöse Domänen
- eine calciumbindende Region (EF-Hand)
- eine intrazelluläre C-terminale Region

Es liegt eine hohe Sequenzähnlichkeit mit Polycystin-1 und der Familie der spannungsabhängigen Calciumkanäle vor.

## Funktion
Die C-Termini von Polycystin-1 und Polycystin-2 interagieren. Polycystin-2 fungiert in dieser Interaktion als Kationenkanal, der für Calcium-Ionen bevorzugt ist, und wird dabei offensichtlich von Polycystin-1 reguliert.

## Genetik
Polycystin-2 wird beim Menschen vom PKD2-Gen (polycystic kidney disease 2 (autosomal dominant)) auf Chromosom 4 Genlocus q21-q23 kodiert.